# Adnan Oktar
Adnan Oktar, znany też pod pseudonimem Harun Yahya (ur. 2 lutego 1956 w Ankarze) – turecki pisarz, propagator islamskiego kreacjonizmu, antysyjonizmu, a także przede wszystkim kreacjonizmu starej Ziemi. 

## Poglądy
Oktar twierdzi, że syjonizm, podobnie jak rasizm, wolnomularstwo i darwinizm są źródłami terroryzmu. W 2000 roku powiedział, że holocaust jest jedynie „syjonistycznym kłamstwem”. Kontrowersje wzbudziło również wysłanie przez Oktara tysięcy egzemplarzy jego niechcianych tekstów do szkół i uczelni w kilku krajach europejskich i Stanach Zjednoczonych.
Oktar prowadzi dwie organizacje: promującą kreacjonizm Bilim Araştırma Vakfı (BAV, założoną w 1990) oraz założoną w 1995 roku Milli Değerleri Koruma Vakfı, która skupia się na „kwestiach moralnych”.
Prowadzi stronę evolutiondeceit.com. Twierdzi, że rozwiązaniem terroryzmu jest islam – jeśli wszyscy będą muzułmanami, to nie będzie powodów do ataków terroryzmu. W 2007 roku doprowadził do sądowego zablokowania WordPress.com w całej Turcji, ponieważ według niego niektórzy blogerzy go obrażali – do której to opinii później przychylił się sąd – a firma odmówiła zablokowania ich blogów.

## Twórczość
Pod pseudonimem Harun Yahya Oktar wydał liczne książki, napisane przez pisarzy widma, w których opowiadał się przeciwko teorii ewolucji. Uważa on, że ewolucja jest bezpośrednio połączona ze złem materializmu, komunizmu, nazizmu i buddyzmu. Większość jego antyewolucyjnych twierdzeń jest zgodna z poglądami kreacjonistów chrześcijańskich. Oktar jest też autorem wielu kreacjonistycznych książek, filmów i stron internetowych.

### The Atlas of Creation

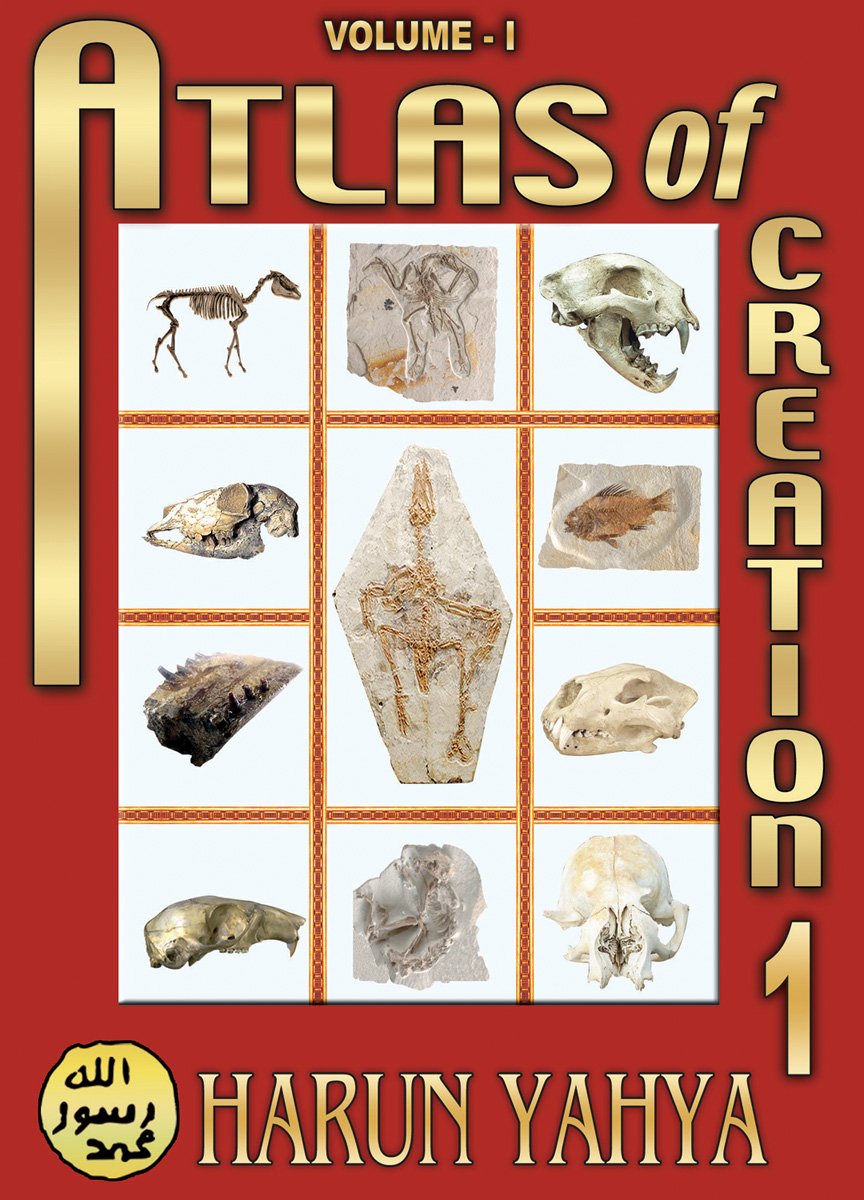
Okładka Atlasu stworzenia

Jedną z głównych publikacji Oktara jest Yaratılış Atlası (The Atlas of Creation – Atlas stworzenia). Z języka tureckiego została przetłumaczona na angielski, niemiecki, francuski, włoski, rosyjski, chiński, urdu i hindi. Dziesiątki tysięcy niesprzedanych egzemplarzy trafiły do szkół, naukowców i ośrodków badawczych w Europie i Stanach Zjednoczonych. Argumenty wykorzystane w książce były krytykowane jako nielogiczne przez paleontologa i biologa ewolucyjnego Kevina Padiana, który stwierdził, że Oktar nie rozumie podstawowych dowodów potwierdzających teorię ewolucji, a on, podobnie jak inni naukowcy z Uniwersytetu Kalifornijskiego w Berkeley, którzy także otrzymali tę książkę, „są zdumieni jej rozmiarami, kosztami produkcji i równie zdumieni tym, jakim jest ona stekiem bzdur”. Biolog PZ Myers na swoim blogu Pharyngula napisał: „Ogólny schemat książki powtarza się i jest przewidywalny: książka pokazuje ilustrację kopalnego i zdjęcie żywego organizmu i stwierdza, że nie zmieniły się ani trochę, dlatego ewolucja jest fałszywa. I tak w kółko. Szybko staje się to nudne, a przeważnie jest błędne (zmieniły się!), a fotografie, mimo iż piękne, są w całości skradzione”.
Richard Dawkins zrecenzował książkę i zauważył, że zawiera ona wiele rażących błędów, takich jak opisanie węża morskiego jako węgorza lub przedstawienie skopiowanych z internetu zdjęć stworzonych przez człowieka przynęt na ryby zamiast prawdziwych gatunków. Wiele innych współczesnych gatunków zostało błędnie opisanych. Sam Oktar twierdził jednak, że jego książka wpłynęła na Nicolasa Sarkozy’ego, Jacques’a Chiraca i Tony’ego Blaira.

## Procesy karne
Oskarżany o liczne przestępstwa m.in. seksualne (w tym wobec dzieci), terroryzm, szantaż i groźby. Przedstawiono mu 24 zarzuty, za które w styczniu 2021 roku został skazany na 1075 lat więzienia. Wyrok ten został zaskarżony, sąd podniósł karę do 9803 lat pozbawienia wolności oraz grzywnę, a po kolejnych apelacjach ostatecznie w 2022 roku Sąd Najwyższy orzekł wobec niego karę 8658 lat pozbawienia wolności.